# Стипе Плетикоса
Стипе Плетикоса (Сплит, 8. август 1979) бивши је хрватски фудбалски голман.

## Каријера

### Хајдук Сплит
Плетикоса је каријеру започео у Хајдуку из Сплита, где га је први у поставу ставио тренер Иван Буљан, док је код Ивана Каталинића 1998. постао први голман клуба, заменивши са тог места Тончија Габрића. Отад се исказао сјајним рефлексима, савршеном координацијом, али и нетипичном грађом која му је наводно потпомогла трансфер у енглеску Премијер лигу. Због сјајних одбрана навијачи Хајдука дали су му надимак „Сплитска хоботница“.
Године 2002. према Вечерњем листу, проглашен је најбољим играчем Хрватске. Од 1972. до данас само је још Зоран Симовић као голман добио ту награду.

### Шахтјор Доњецк
Две хиљаде и треће заједно са клупским колегом Даријом Срном отишао је у Украјину у Шахтар Доњецк. Тамо се за разлику од Срне није најбоље снашао, те је 2005. отишао на позајмицу у матични клуб што му је донело наступ на светском првенству 2006. где је бранио као први голман репрезентације и исказао се сјајним одбранама, те, упркос неуспеху репрезентације био њен најбољи играч на турниру.
По повратку у Шахтјор опет је имао проблема. Тренер је у њему видео тек замену за првог голмана Јан Лаштувку, што Плетикоси није одговарало. Иако је имао довољно понуда других клубова, његова је одштета од 3 милиона евра, свима је била превисока. Спекулисало се о позајмици у белгијски Стандард Лијеж и повратак у Хајдук, но, то се није остварило. Такође је добио понуду из загребачког Динама који је хтео откупити његов уговор, али је Плетикоса то одбио због своје привржености највећем ривалу Динама, матичном клубу Хајдуку.
Када је све било спремно за позајмицу у енглески Фулам није, пак, могао добити радну дозволу. Разлог је био тај што је због повреде пре Европског првенства 2004. изгубио место првог голмана репрезентације. Као играч изван Европске уније морао је имати барем 75% наступа у репрезентацији задње 2 сезоне.
Тренер Луческу напокон га је убацио у екипу против Валенсије у Лиги Шампиона чиме је Плетикоса први пут бранио у том такмичењу. И упркос поразу 0:2 био је више него солидан. Но, ни касније није дошао до места првог голмана па је почетком маја 2007. за 3,6 милиона евра прешао у московски Спартак.

### Спартак Москва
За три године проведене Спартаку наступао је на 63 меча и у главном био први голман екипе.

### Тотенхем хотспер
Дана 28. августа 2010. Спатрак га је позајмио енглеском Тотенхем хотсперу на једну годину. Међутим у овум клубу је одиграо само један меч.

### Ростов
Од августа 2011. члан је руског прволигаша Ростова.

### Репрезентација
Стипе Плетикоса је голман хрватске фудбалске репрезентације, за коју је дебитовао 10. фебруара 1999. у Сплиту. Од тад је био први голман, сакупио 60 наступа, од тога 30 за редом. Након повреде уочи Европског првенства 2004. године у Португалу постао је резерва у репрезентацији.